# ダイヤモンド (青山広美の漫画)
『ダイヤモンド』は、青山広美による日本の漫画作品。『ビッグコミックスピリッツ』（小学館）にて、1998年15号から2000年2・3合併号まで連載された。野球漫画。単行本は全8巻。

## あらすじ
赤目組組員の種田恒夫は、般若組組員を脅かすつもりで、銃を乱射。そこを隠れ家にしていた般若組組長を誤って射殺してしまい、逃げ込んだ野球場で逮捕される。一方、東京フェニックスの若き4番打者である童子秀巳は、早朝のランニング練習中に、ホームレスに襲われ逆に相手を殴り殺してしまう。
スキャンダルを恐れた東京フェニックス首脳陣は、そっくりの影武者を立てて、警察の捜査を逃れようとした。その結果、顔がそっくりな服役囚・種田を捜し当て、彼を刑務所から連れ出す。

## 登場人物

### 東京フェニックス
本拠地は東京フェニックス・ドーム。

#### 選手
種田恒夫（たねだ つねお）
本作の主人公。背番号5。三塁手。右投げ左打ち。26歳。185センチメートル。78キログラム。
赤目組組員。趣味はオナニー、好物は納豆とエビフライ。得意な演歌は「恨み酒」。般若組組長を射殺し、殺人容疑で手配中だったが、童子秀巳の影武者として活躍する。
父親とは幼少のころに死別し、母親にも捨てられ施設を転々としていた過去を持つ。
童子秀巳（どうじ ひでみ）
本作のもう一人の主人公。背番号5。外野手。右投げ左打ち。22歳。
史上最年少の本塁打王。高校時代は4番エースとして甲子園出場3回、うち優勝1回。3年前、ドラフト1位で東京フェニックスに入団。ウィークポイントは内角高め。
酔ったホームレスに襲われ顔に傷を負い、逆に殺害してしまう。
早川勝次（はやかわ かつじ）
背番号18。投手。右投げ右打ち。
フェニックスのエースで、フラッシュ早川の弟。最速149キロのストレート、高速スライダー、シンカーを投げる。兄とは3歳差で、ドラフト6位入団。兄とは異なり、一年一年と着実に成長しエースにまで上り詰めた。
藤田（ふじた）
背番号23。捕手。右投げ右打ち。6番か8番を打つ。団子鼻が特徴。
大木（おおき）
背番号1。一塁手。左投げ左打ち。童子が入団するまでの10年間は4番として活躍していた17年目のベテラン。三冠王も獲得したことがある。ジャガーズ戦では4番として出場。
奈良（なら）
背番号10。二塁手。右投げ左打ち。2番打者を務める。小兵ながらセ・リーグ随一の出塁率を誇り、オールスターにも出場。
小倉（おぐら）
背番号7。三塁手兼遊撃手。右投げ右打ち。足が速く、クリーンナップを任されている。
ホーリー
背番号0。左翼手兼一塁手。左投げ左打ち。クリーンナップを任されている新外人。
寺島（てらしま）
背番号17。中堅手。右投げ右打ち。金髪の長髪が特徴。俊足で7番を打つ。
黒川（くろかわ）
背番号55。右翼手。右投げ左打ち。髭面が特徴。エンジェルス戦にてセーフティバントを決める。
加目男（かめお）
背番号8。遊撃手。右投げ。1番打者を務めるが描写は少ない。
柿沢（かきざわ）
背番号13。三塁手。ジャガーズ戦にてファインプレーを披露。出っ歯が特徴。
飯野（いいの）
背番号11。右投げ。抑えのエース。口髭が特徴。
大仏（おおらぎ）
代打要員。左打ち。ベテランで、変化球にはめっぽう強い。大仏のような顔をしている。
林（はやし）
背番号8。左翼手。
土田（つちだ）
右打ち。外野手。
小田（おだ）
背番号37。捕手。右打ち。
伊藤（いとう）
外野手。
垣本（かきもと）
左打ち。

#### 首脳陣・関係者
敷田吾郎（しきた ごろう）
監督。背番号80。極度のあがり症。童子の隠蔽工作に加担する。
沢田安夫（さわだ やすお）
ヘッドコーチ。背番号53。現役時代は名捕手といわれた。童子の隠蔽工作に加担する。
山田一男（やまだ かずお）
バッティングピッチャー。背番号111。左投げ。34歳。童子の隠蔽工作に加担する。
中継ぎ兼抑えとして各球団を転々。成績は今一つだが、豊富な経験と人望を買われ昨年より契約。最速135km/h。コントロールは一流。魔球「山田ボール（ナックルボール）」の使い手。
聡子・ルイス・万理小路（さとこ まりこうじ）
学者。29歳。運動心理学、スポーツ心理学の第一人者。南カリフォルニア大学に研究室を置く。社長から招聘され、童子の隠蔽工作に加担する。
社長
オーナー。敷田や沢田に裏金を渡し、童子の隠蔽工作に加担させる。

### 他球団の主な人物

#### セ・リーグ
李強優（リー カンウー）
名古屋シャチホコズの抑え投手。背番号33。右投げ。
アジア最強のストッパー。常に150km/h台（最速160km/h）のストレート、球界一の切れ味をわ持つフォークが武器。制球も良く、スライダーも投じる。オールスターにも出場。
ボールドウィン
名古屋シャチホコズの4番を務める打撃の良い新外国人。背番号99。右投げ右打ち。一塁手。
試合中にロッカールームでバーボンを飲み、ベンチで寝る等態度は悪い。開幕戦でフェニックス相手に2本のホームランを打った。オールスターにも出場。
中野（なかの）
名古屋シャチホコズの捕手。右投げ右打ち。高校時代はホームベースのの要塞と呼ばれていた。オールスターに出場。
安藤（あんどう）
シャチホコズの監督。
浜野正平（はまの しょうへい）
広島エンジェルスのベテラン投手。背番号15。右投げ。41歳。
22年目の大ベテランで、通算199勝。元々は豪速球投手だったが、肩を壊し変化球投手へモデルチェンジした。変化球は一級品で、90キロ台の超スローカーブ、フォーク、シュート、スライダーなどを投じる。
兵家良彦（へいけ よしひこ）
広島エンジェルスの若きホープ。背番号8。左投げ左打ち。オールスターに3番打者として出場。
フラッシュ早川（フラッシュ はやかわ）
大坂ジャガーズのエース投手で、早川勝次の兄。背番号00。左投げ左打ち。4年前、ジャガーズからニューヨークファンキーズに移籍。
日本球界最強の投手で、新人王をはじめ、オールスター出場、ノーヒットノーラン等大活躍。高校時代はエースで4番。8球団から1位指名を受けた。膝を顔面近くまで引き上げ、さらに顔の上までダイナミックに突き上げるフォームが最大の長所。ストレートはスピンが効き、手元でホップする。
竹内（たけうち）
大坂ジャガーズの4番打者。背番号26。右投げ左打ち。一塁手。オールスターにも出場。
西条（さいじょう）
大坂ジャガーズの捕手。背番号7。右投げ右打ち。8番打者。フラッシュにかたっぱしからサインを無視される。
ピスタチオ
大坂ジャガーズの外野手。背番号48。左打ち。常にサングラスをかけている。オールスターに出場。
榊（さかき）
横浜マリナーズの抑え投手。背番号22。右投げ。ハマの守護神と呼ばれるセーブ王。
宇津井（うつい）
横浜マリナーズの遊撃手。背番号8。右投げ右打ち。オールスターに出場。
光田（こうだ）
スパローズのベテラン。背番号31。左投げ。外野手。オールスター出場13回。

#### パ・リーグ
北大路（きたおおじ）
アストロズの監督。現役通算320勝の大投手。78歳で球界最年長。
猿橋（さるはし）
アストロズのブルペンキャッチャー。山田とは元チームメイト。
杉崎（すぎざき）
アストロズの新人投手。背番号11。右投げ。去年の夏の甲子園優勝投手。ルーキーとして異例の開幕一軍投手、オールスターにも出場。最速163km/hのストレートを投じる。
佐藤小次郎（さとう こじろう）
神戸オリオンズの右翼手。背番号31。左打ち。5年連続首位打者で、オールスターに出場。
高田（たかだ）
千葉パイレーツの投手。背番号18。左投げ。左打者の顔面に食い込む殺人シュートと長身からどろんと落ちてくる独特のカーブが武器。前年度MVP投手で、オールスターに出場。
井森（いもり）
千葉パイレーツの捕手。背番号36。右投げ。オールスターに出場し、高田とバッテリーを組む。
池亀（いけがめ）
バファローズの投手。背番号14。左投げ。多彩な変化球と緩急が武器。プロ入り13年目で初のオールスター出場。
エデル・ヘルナンデス
福岡ファルコンズの投手。背番号96。右投げ。ドミニカ出身で、2メートル10センチメートルの長身から放たれるストレートが武器。オールスターに出場。

### その他の人物
木谷（きたに）
種田を追う後楽署の刑事部長。過去に母親に捨てられた幼き恒夫を保護した。
童子秀子（どうじ ひでこ）
童子秀巳の母。
明美（あけみ）
秀子の友人で、スナック「プードル」のママ。
高杉（たかすぎ）
フェニックスOB。夫妻で童子と親交がある。
看守長
オーナーから賄賂を貰い、種田の脱獄を実施。童子の隠蔽工作に加担する。

## 書誌情報
- 青山広美『ダイヤモンド』小学館〈ビッグコミックス〉、全8巻
  1. 「今日からここがお前の監獄だ」1998年8月29日発売[1]、ISBN 4-09-185141-X
  2. 「野球ってええな」1998年11月30日発売[2]、ISBN 4-09-185142-8
  3. 「パパ、がんばって!!」1999年3月30日発売[3]、ISBN 4-09-185143-6
  4. 「それでこそメジャーや！」1999年5月29日発売[4]、ISBN 4-09-185144-4
  5. 「まさか、自首する気か!?」1999年7月30日発売[5]、ISBN 4-09-185145-2
  6. 「大いなる運命の話」1999年9月30日発売[6]、ISBN 4-09-185146-0
  7. 「4番・童子は、完全に死んだ」1999年12月18日発売[7]、ISBN 4-09-185147-9
  8. 「アイ・デ・トード〜人生いろいろあるさ〜」2000年2月29日発売[8]、ISBN 4-09-185148-7